# Relación de equivalencia

Diagrama con los diferentes tipos de relaciones binarias, partiendo de la relación homogénea

En teoría de conjuntos y álgebra, la noción de relación de equivalencia sobre un conjunto permite establecer una relación entre los elementos del conjunto que comparten cierta característica o propiedad. Esto permite reagrupar dichos elementos en clases de equivalencia, es decir, «paquetes» de elementos similares. Esto posibilita la construcción de nuevos conjuntos «juntando» todos los elementos de una misma clase como un solo elemento que los representará y que define la noción de conjunto cociente.

## Definición
Sea {\displaystyle K} un conjunto dado no vacío y {\displaystyle {\mathcal {R}}} una relación binaria definida sobre {\displaystyle K}. Se dice que {\displaystyle {\mathcal {R}}} es una relación de equivalencia si cumple las siguientes propiedades:
- Reflexividad: Todo elemento de {\displaystyle K} está relacionado consigo mismo. Es decir,

{\displaystyle \forall x\in K\;:\quad x{\mathcal {R}}x}.

Diagrama que muestra la estructura de una relación de equivalencia. Los puntos representan elementos y las flechas relaciones entre ellos

- Diagrama que muestra la estructura de una relación de equivalencia. Los puntos representan elementos y las flechas relaciones entre ellosSimetría: Si un elemento de {\displaystyle K} está relacionado con otro, entonces ese otro elemento también se  relaciona con el primero. Es decir,

{\displaystyle \forall x,y\in K\;:\quad x{\mathcal {R}}y\;\Rightarrow \;y{\mathcal {R}}x}.
- Transitividad: Si un elemento de {\displaystyle K} está relacionado con otro, y ese otro a su vez se relaciona con un tercero, entonces el primero estará relacionado también con este último. Es decir,

{\displaystyle \forall x,y,z\in K\;:\quad x{\mathcal {R}}y\land y{\mathcal {R}}z\quad \Rightarrow \quad x{\mathcal {R}}z}.
Notación:
En aritmética modular la relación de equivalencia entre dos elementos {\displaystyle x} e {\displaystyle y} se denota {\displaystyle x\equiv y(modR)} que se lee « {\displaystyle x} es equivalente a {\displaystyle y} módulo {\displaystyle R} ».
Una relación de equivalencia {\displaystyle \sim } sobre un cuerpo {\displaystyle K} puede denotarse con el par {\displaystyle (K,\sim )\,}.

### Clase de equivalencia o relación de equivalencia
En lógica de clases y análisis matemático, la relación de equivalencia {\displaystyle {\mathcal {R}}} define subconjuntos disjuntos en {\displaystyle K} llamados clases de equivalencia:
Dado un elemento {\displaystyle a\in K}, el conjunto dado por todos los elementos relacionados con {\displaystyle a} definen la clase:
se le llama la clase de equivalencia asociada al elemento {\displaystyle a}.
Al elemento {\displaystyle a} se le llama representante de la clase.
Se llama orden al número de clases que genera una relación de equivalencia; si este es finito, se dice que la relación es de orden finito.
El concepto de clase de equivalencia tiene importancia en la ciencia, dado un conjunto de objetos o entidades abstractas (potencialmente infinitas), pueden establecerse relaciones de equivalencia sobre la base de algún criterio, las clases resultantes son los "tipos" en los que se puede clasificar toda la gama de objetos.[cita requerida]

### Conjunto cociente
Al conjunto de todas las clases de equivalencia se denomina conjunto cociente y se denota como:

### Partición
Una relación de equivalencia sobre un conjunto induce una partición del mismo, es decir, un conjunto en el que se ha definido una relación de equivalencia puede ser dividido en varios subconjuntos de elementos equivalentes entre sí y tales que la reunión de esos subconjuntos coincide con el conjunto entero. El siguiente teorema expresa en términos más formales esa misma idea:
Proposición: Una relación de equivalencia en el conjunto no vacío K determina una partición de este, y toda partición de K determina una relación de equivalencia en este.
| Demostración |
| Dada una relación de equivalencia {\displaystyle {\mathcal {R}}} en K: Para ver que la intersección es vacía, supongamos que no lo es, es decir, dados [a] y [b] dos clases distintas y {\displaystyle c\in [a]\cap [b]} entonces se tiene: Por simetría {\displaystyle c{\mathcal {R}}b\Rightarrow b{\mathcal {R}}c.} Por transitividad {\displaystyle b{\mathcal {R}}c} y {\displaystyle c{\mathcal {R}}a\Rightarrow b{\mathcal {R}}a.} Por tanto [a]=[b] que es una contradicción, por tanto, dos clases distintas no tienen elementos en común, así como todo elemento de K pertenece a una clase, queda bien definida una partición. Dada una partición de K, {\displaystyle \{A_{i}\}_{i\in I}}, podemos definir la siguiente clase de equivalencia: Dados dos elementos a y b de K están relacionados si pertenecen al mismo conjunto {\displaystyle A_{i}.} |

La partición tiene como elementos las clases de equivalencia. Estas son disjuntas dos a dos y la unión de ellas es igual al conjunto K.
- para cualesquiera dos {\displaystyle a_{i},a_{j}} no relacionados tenemos: {\displaystyle [a_{i}]\cap [a_{j}]=\emptyset };
- la unión de todos integra al total: {\displaystyle \bigcup _{s}[a_{s}]=K}

## Historia
Los primeros antecedentes de la noción de equivalencia son atribuidos a Euclides. El matemático Christopher Zeeman y el historiador David Fowler señalan que ya existían nociones de equivalencia en los elementos de Euclides. Argumentan que el concepto de «proporcionalidad» recogido en la obra es un precursor de la noción del de relación de equivalencia. Otros autores van más allá y señalan que Euclides también empleó implícitamente el concepto de clase de equivalencia al categorizar las figuras geométricas por su forma. 
Habría que esperar varios siglos hasta que se vuelva a desarrollar el concepto intuitivo de relación de equivalencia. En efecto, en 1919 Russell introduce el concepto de «similitud» entre dos objetos y establece que este debe cumplir las propiedades reflexiva, simétrica y transitiva. Sin embargo, la aportación más importante hasta entonces la proporcionó en 1801 Gauss al definir «congruencia» en Disquisitiones arithmeticae.

Si numerus a numerorum b, c differentiam metitur, b et c secundum a congrui dicuntur, sin minus, incongrui : ipsum a modulum appellamus. Uterque numerorum b, c priori in casu alterius residuum, in posteriori vero nonresiduum vocatur.
Si un número a divide la diferencia de los números b y c, se dice que b y c son congruentes según el módulo a; si no lo son, se dice que son incongruentes; el número a se llama módulo. Ambos números b y c, en el primer caso, son llamados uno residuo del otro y, en el segundo caso, no residuos.
C. Gauss (1801) Disquisitiones arithmeticae, trad. Hugo Barrantes, et al.

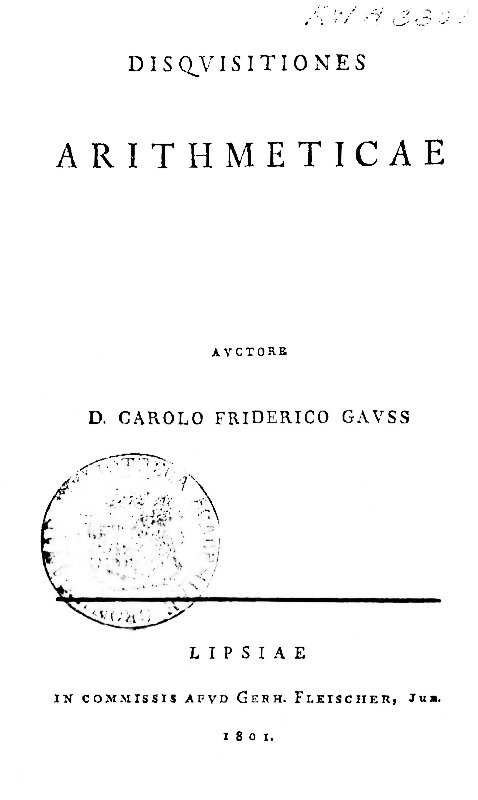
Disquisitiones aritmeticae, Gauss

Esta definición es, salvando las distancias, idéntica a la empleada actualmente para definir este concepto, algo a tener en cuenta máxime cuando sabemos que «ser congruente» es una relación de equivalencia. Además, más adelante en el texto, Gauss deduce (sin mencionarlas formalmente) las propiedades reflexiva y simétrica de la congruencia.
Dedekind y Cantor también emplearon relaciones de equivalencia sin definirlas formalmente. En lo que respecta a Dedekind, este desarrolló la definición de congruencia de Gauss. Concretamente, demostró la propiedad simétrica de la congruencia —reconociendo la trivialidad de las dos restantes— y argumentó que los números enteros podrían dividirse según si son congruentes o no en distintas «clases». Por su parte, Cantor, amigo de Dedekind, desarrolló extensamente la noción de cardinalidad de conjuntos infinitos. Para hacer este desarrollo, empleó una definición de equivalencia de conjuntos que establecía que dos conjuntos eran equivalentes si existía una biyección entre ellos. Esta definición es, de nuevo, una relación de equivalencia.
El concepto formal de relación de equivalencia no devino hasta 1912. En ese año, durante el v congreso internacional de matemáticas, el matemático británico Phillip Jourdain presentó un artículo titulado On isoid relations and theories of irrational number. En su publicación, define «relación isoid» en los siguientes términos:

llamo una relación que es reflexiva, simétrica y transitiva una relación isoid

Jourdain, P. (1912) On isoid relations and theories of irrational number trad. John Velasco

Esta definición, en esencia la de relación de equivalencia, no tuvo éxito entre sus pares. Russell, pese a ser conocedor de la definición de Jourdain, no la mencionó a la hora de teorizar sobre la «similitud» en 1919.

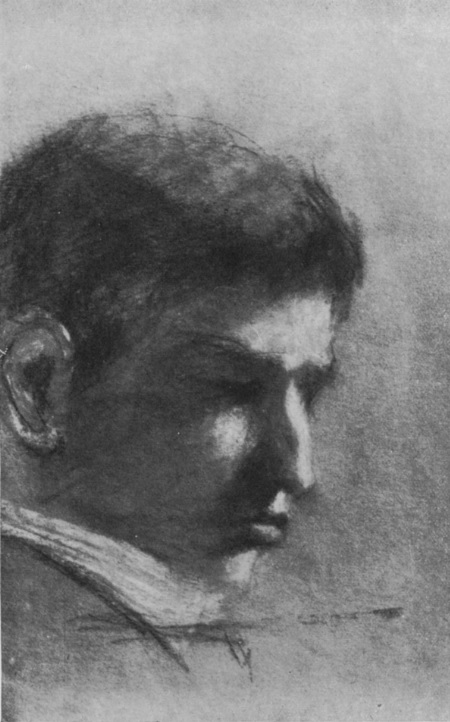
Philip Jourdain, matemático y lógico británico

Fue Hasse quien en 1929 finalmente estableció la definición formal de relación de equivalencia con la publicación de su libro Höhere algebra. No obstante, para autores como Asghari, la obra fundamental que consolida la definición de relación de equivalencia es el tratado de topología del matemático estadounidense Tuckey titulado Convergence and Uniformity in Topology. En él aparece, por fin, la definición completa del término.

It is well known that an equivalence relation (that is, one which generates a reflexive, transitive and symmetric ordered system) divide the set on which it is defined into mutually exclusive equivalence classes.
Es bien sabido que una relación de equivalencia (esto es, una que genera un sistema reflexivo, simétrico, transitivo y ordenado) divide el conjunto en el que está definida en clases de equivalencia mutuamente excluyentes.
Tukey, J. W. (1940) Convergence and Uniformity in Topology trad. propia

## En las ramas de las matemáticas

### Teoría de la medida
En teoría de la medida, dado un conjunto {\displaystyle X} y una medida {\displaystyle \mu }, para construir el conjunto {\displaystyle {\mathcal {L}}^{1}(X)} de funciones integrables lebesgue en {\displaystyle X} es necesario introducir la noción de «equivalencia en casi todo». Esto no es más que afirmar que las funciones son idénticas salvo en un conjunto de medida nula. Así, formalmente se dice que
{\displaystyle f\sim _{\mu }g} si {\displaystyle f(x)=g(x)} en casi todo {\displaystyle x\in X}
Esta relación es, como su nombre indica, una relación de equivalencia. Una vez construida esta relación, se define a {\displaystyle {\mathcal {L}}^{1}(X)} como el conjunto de las clases de equivalencia de funciones integrables lebesgue en {\displaystyle X} por la relación {\displaystyle \sim _{\mu }}.
Por otro lado, un resultado fundamental en la teoría de la medida es la existencia de conjuntos no medibles. Al demostrarlo es necesario emplear el axioma de elección para encontrar un conjunto formado por representantes de clases de equivalencia de cierta relación. En concreto, se relacionan aquellos números reales comprendidos entre 0 y 1 cuya resta sea racional, es decir
{\displaystyle x\sim y} si {\displaystyle x-y\in \mathbb {Q} } con {\displaystyle x,y\in (0,1)}

### Álgebra
En álgebra abstracta se emplean multitud de relaciones de equivalencia. Dos ejemplos de ello los podemos encontrar en teoría de grupos. 
- Para demostrar el Teorema de Lagrange, se suele hacer uso de la siguiente relación de equivalencia: dado un grupo {\displaystyle G} y un subgrupo {\displaystyle H}, se relacionan dos elementos de {\displaystyle G} si el producto del primero por el inverso del segundo pertenece al subgrupo, es decir,[11]

{\displaystyle x\sim y} si {\displaystyle xy^{-1}\in H} con {\displaystyle x,y\in G}
De esta relación se obtienen las clases laterales —a izquierda y a derecha— que conforman sendos grupos cociente.
- El automorfismo de conjugación, muy relevante en grupos no abelianos,[12] hace uso de la relación de equivalencia de nombre homónimo. Esta se define de la siguiente manera

{\displaystyle x\sim y} si {\displaystyle y=gxg^{-1}} para algún  {\displaystyle g\in G}
La relación de conjugación se emplea para describir el grupo simétrico o demostrar los teoremas de Sylow, entre otros.

## Ejemplos
- Sea N= {0,1,2, 3...}. Se define una relación de equivalencia en NxN, como sigue: (a;b)~ (c;d) si y solo si a+d = b +c. Esta es una relación de equivalencia en NxN y cada clase de equivalencia es un número entero. [(2;0)]= { (x;y)/ 2+y = 0 + x } a (2;0) se llama representante canónico y se denota, simplificadamente, 2.

- La igualdad matemática

- La relación de congruencia módulo M en el conjunto de los números enteros (i. e. {\displaystyle M\in \mathbb {Z} }), donde se define: {\displaystyle a\sim b} si y solo si {\displaystyle a-b\,} es múltiplo de M.

Esta relación es de equivalencia porque:
- Es reflexiva: a - a = 0, que es múltiplo de M.
- Es simétrica: si a - b es múltiplo de M, entonces b - a = -(a - b) también es múltiplo de M.
- Es transitiva: sean k y l números enteros tales que a - b = M k y b - c = M l. Entonces, a - c = (a - b) + (b - c) = M k + M l = M(k + l) y por tanto un múltiplo de M. En particular, si M = 2 tenemos la tradicional clasificación de los números enteros en pares e impares.

- Sea H un subgrupo de un grupo G. Definiendo para elementos del grupo {\displaystyle a\sim b} si y solo si {\displaystyle ab^{-1}\in H}, se tendrá la relación de equivalencia llamada congruencia módulo H.

- Definiendo, para elementos del grupo, {\displaystyle a\sim b} si y solo si existe g en G tal que {\displaystyle gag^{-1}=b}, se llama relación de conjugación. Sus clases se denominan clases de conjugación. Las clases de equivalencia reciben el nombre de órbita o clase de conjugación.[cita requerida]

- Sean los números reales a y b, diremos que {\displaystyle a\sim b} si y solo si sus máximos enteros son iguales. La clase de equivalencia son los intervalos [n; n+1) donde n es un número entero. Así 3,56 y 3,875 son equivalentes pues tienen el mismo máximo entero = 3.

### Ejemplo simple
Sobre el conjunto {\displaystyle X=\{a,b,c\}}, la relación {\displaystyle R=\{(a,a),(b,b),(c,c),(b,c),(c,b)\}} es una relación de equivalencia. Los siguientes conjuntos son clases de equivalencia de esta relación:
{\displaystyle [a]=\{a\},~~~~[b]=[c]=\{b,c\}.}
El conjunto de todas las clases de equivalencia para {\displaystyle R} es {\displaystyle \{\{a\},\{b,c\}\}.} Este conjunto es una partición del conjunto {\displaystyle X} con respecto a {\displaystyle R}.

### Relaciones de equivalencia
Las siguientes relaciones son todas relaciones de equivalencia:
- "Es igual a" en el conjunto de los números. Por ejemplo, {\displaystyle tfrac{1}{2}} es igual a {\displaystyle tfrac{4}{8}.}[14]
- "Cumple años el mismo día que" en el conjunto de todas las personas.
- "Es similar a" en el conjunto de todos los  triángulos.
- "Es congruente con" en el conjunto de todos los  triángulos.
- Dado un número natural {\displaystyle n}, "es congruente con", módulo". {\displaystyle n}" en los enteros.[14]
- Dada una función {\displaystyle f:X\to Y}, "tiene la misma imagen bajo {\displaystyle f} que" sobre los elementos del dominio de {\displaystyle f}. {\displaystyle X}. Por ejemplo, {\displaystyle 0} y {\displaystyle \pi } tienen la misma imagen bajo {\displaystyle \sin }, a saber, {\displaystyle 0}.
- "Tiene el mismo valor absoluto que" en el conjunto de los números reales
- "Tiene el mismo coseno que" en el conjunto de todos los ángulos.

## Conexiones con otras relaciones
- Un orden parcial es una relación que es reflexiva, antisimétrica y transitiva.
- Igualdad es a la vez una relación de equivalencia y un orden parcial. La igualdad es también la única relación sobre un conjunto que es reflexiva, simétrica y antisimétrica. En expresión algebraicas, las variables iguales pueden ser sustituidas unas por otras, una facilidad que no está disponible para las variables relacionadas con la equivalencia. Las clases de equivalencia de una relación de equivalencia pueden sustituirse entre sí, pero no los individuos dentro de una clase.
- Un  orden parcial estricto es irreflexivo, transitivo y asimétrica.
- Una relación de equivalencia parcial es transitiva y simétrica. Tal relación es reflexiva si y sólo si es total, es decir, si para todo {\displaystyle a,} existe algún {\displaystyle b{\text{ tal que }}a\sim b.}[proof 1] Por lo tanto, una relación de equivalencia puede definirse alternativamente como una relación simétrica, transitiva y total.
- Una relación de equivalencia ternaria es un análogo ternario de la relación de equivalencia habitual (binaria).
- Una relación reflexiva y simétrica es una relación de dependencia (si es finita), y una relación de tolerancia si es infinita.
- Un preorden es reflexivo y transitivo.
- Una relación de congruencia es una relación de equivalencia cuyo dominio {\displaystyle X} es también el conjunto subyacente de una estructura algebraica, y que respeta la estructura adicional. En general, las relaciones de congruencia desempeñan el papel de núcleos de homomorfismos, y se puede formar el cociente de una estructura por una relación de congruencia. En muchos casos importantes, las relaciones de congruencia tienen una representación alternativa como subestructuras de la estructura sobre la que están definidas (por ejemplo, las relaciones de congruencia sobre grupos corresponden al subgrupo normals).
- Cualquier relación de equivalencia es la negación de una relación de separación, aunque la afirmación inversa sólo es válida en matemática clásica (en contraposición a las  matemática constructiva), ya que es equivalente a la Principio del tercero excluido.
- Cada relación que es a la vez reflexiva e izquierda (o derecha) euclidiana es también una relación de equivalencia.

## Bien definido bajo una relación de equivalencia
Si {\displaystyle ,\sim \,} es una relación de equivalencia sobre {\displaystyle X,} y {\displaystyle P(x)} es una propiedad de elementos de {\displaystyle X,} tal que siempre que {\displaystyle x\sim y,} {\displaystyle P(x)} es verdadera si {\displaystyle P(y)} es verdadera, entonces se dice que la propiedad {\displaystyle P} está  bien definida o es una invariante de clase bajo la relación {\displaystyle \,\sim .}
Un caso particular frecuente se da cuando {\displaystyle f} es una función de {\displaystyle X} a otro conjunto {\displaystyle Y;} si {\displaystyle x_{1}\sim x_{2}} implica {\displaystyle f\left(x_{1}\right)=f\left(x_{2}\right)} entonces {\displaystyle f} se dice que es un {em|morfismo}} para {\displaystyle ,\sim ,} una {em|clase invariante bajo}} {\displaystyle ,\sim ,} o simplemente invariante bajo <Esto ocurre, por ejemplo, en la teoría de caracteres de grupos finitos. Este último caso con la función {\displaystyle f} puede expresarse mediante un triángulo conmutativo. Véase también invariante.  Algunos autores utilizan "compatible con {\displaystyle \,\sim }" o simplemente "respeta {\displaystyle \,\sim }" en lugar de "invariante bajo {\displaystyle \,\sim }".
En términos más generales, una función puede asignar argumentos equivalentes (bajo una relación de equivalencia {\displaystyle ,\sim _{A}}) a valores equivalentes (bajo una relación de equivalencia {\displaystyle ,\sim _{B}}).  Tal función se conoce como un morfismo de {\displaystyle ,\sim _{A}} a {\displaystyle ,\sim _{B}.}

## Clase de equivalencia, conjunto cociente, partición
Sean {\displaystyle a,b} elementos en {\displaystyle X}. Con base en esto, a continuación veamos algunas definiciones:

### Clase de equivalencia
Un subconjunto Y de X tal que {\displaystyle a\sim b} se cumple para todo a y b en Y, y nunca para a en Y y b fuera de Y, se llama una clase de equivalencia de X por ~. Sea {\displaystyle [a]:=\{x\in X:a\sim x\}} la clase de equivalencia a la que pertenece a. Todos los elementos de X equivalentes entre sí son también elementos de la misma clase de equivalencia.

### Conjunto cociente
El conjunto de todas las clases de equivalencia de X por ~, denotado {\displaystyle X/{\mathord {\sim }}:=\{[x]:x\in X\},} es el conjunto cociente de X por ~. Si X es un espacio topológico, existe una forma natural de transformar {\displaystyle X/\sim } en un espacio topológico; véase espacio cociente para los detalles.

### Proyección
La proyección de {\displaystyle \,\sim ,} es la función {\displaystyle \pi :X\to X/{\mathord {\sim }}} definida por {\displaystyle \pi (x)=[x]} que mapea elementos de {\displaystyle X} en sus respectivas clases de equivalencia por {\displaystyle \,\sim .}
Teorema sobre proyecciones: Sea la función {\displaystyle f:X\to B} y sea tal que si {\displaystyle a\sim b} entonces {\displaystyle f(a)=f(b).} Entonces existe una única función {\displaystyle g:X/\sim \to B} tal que {\displaystyle f=g\pi .} Si {\displaystyle f} es una función sobreyectiva y {\displaystyle a\sim b{\text{ si y sólo si }}f(a)=f(b),} entonces {\displaystyle g} es una biyección.

### Núcleo de equivalencia
El núcleo de equivalencia de una función {\displaystyle f} es la relación de equivalencia ~ definida por {\displaystyle x\sim y{\text{ si y sólo si }}f(x)=f(y).} El núcleo de equivalencia de una inyección es la relación de identidad.

### Partición
Una partición de X es un conjunto P de subconjuntos no vacíos de X, tal que cada elemento de X es un elemento de un único elemento de P. Cada elemento de P es una celda de la partición. Además, los elementos de P son  disjuntos por pares y su unión es X.

## Teorema fundamental de las relaciones de equivalencia
Un resultado clave vincula las relaciones de equivalencia y las particiones:
- Una relación de equivalencia ~ sobre un conjunto X divide a X.
- A la inversa, correspondiente a cualquier partición de X, existe una relación de equivalencia ~ sobre X.

En ambos casos, las celdas de la partición de X son las clases de equivalencia de X por ~. Dado que cada elemento de X pertenece a una celda única de cualquier partición de X, y dado que cada celda de la partición es idéntica a una clase de equivalencia de X por ~, cada elemento de ' 'X pertenece a una clase de equivalencia única de X por ~. Así, hay una biyección natural entre el conjunto de todas las relaciones de equivalencia en X y el conjunto de todas las particiones de X.

## Comparando relaciones de equivalencia
Si {\displaystyle \sim } y {\displaystyle \approx } son dos relaciones de equivalencia en el mismo conjunto {\displaystyle S}, y {\displaystyle a\sim b} implica que {\displaystyle a\approx b} para todos {\displaystyle a,b\in S,} entonces {\displaystyle \approx } se dice que es una relación más gruesa que {\displaystyle \sim }, y {\displaystyle \sim } es una relación más fina que {\displaystyle \approx }.  Equivalentemente,
- {\displaystyle \sim } es más fino que {\displaystyle \approx } si cada clase de equivalencia de {\displaystyle \sim } es un subconjunto de una clase de equivalencia de {\displaystyle \approx }, y por lo tanto cada clase de equivalencia de {\displaystyle \approx } es una unión de clases de equivalencia de {\displaystyle \sim }.
- {\displaystyle \sim } es más fino que {\displaystyle \approx } si la partición creada por {\displaystyle \sim } es un refinamiento de la partición creada por {\displaystyle \approx }.

La relación de equivalencia de igualdad es la relación de equivalencia más fina de cualquier conjunto, mientras que la relación universal, que relaciona todos los pares de elementos, es la más tosca.
La relación "{\displaystyle \sim } es más fino que {\displaystyle \approx }" sobre la colección de todas las relaciones de equivalencia en un conjunto fijo es en sí misma una relación de orden parcial, lo que hace que la colección sea una red geométrica.